# Île des Impressionnistes
Die île des Impressionnistes ist eine Binneninsel der Seine. Sie liegt etwa 10 km westlich von Paris inmitten der Stadt Chatou. Ihr Name rührt von den vielen Malern des Impressionismus her, welche die Insel oft frequentierten.

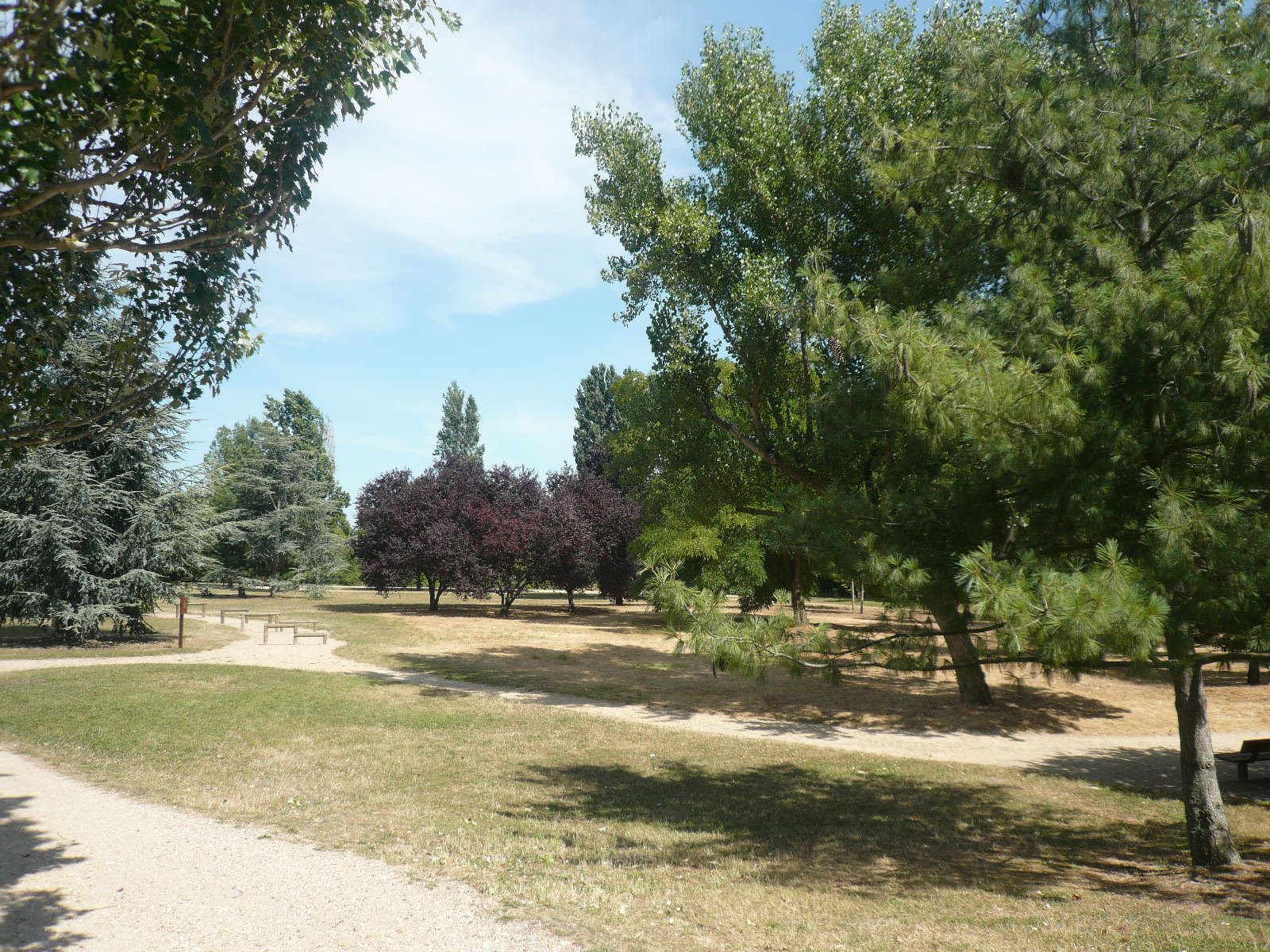
Park der Impressionisten

Die zum Département Yvelines gehörende 4,5 km lange, für die Seine typische Flussinsel ist mit der nördlich (flussaufwärts) gelegenen Île fleurie und mit der südlich gelegenen Île de la Chaussée durch Leitdämme verbunden, die im 18. Jahrhundert angelegt wurden. Die Gesamtlänge der mit Dämmen verbundenen drei Inseln beträgt 8,5 km.
Durch die Verbindung der Inseln konnte die Maschine von Marly, die sich in der Nähe der île des Impressionnistes befindet, effizienter betrieben werden. Diese hydraulisch angetriebenen Pumpwerke dienten zur Versorgung der Wasserspiele im Park von Versailles und später auch im Park von Marly-le-Roi mit Wasser aus der Seine. Der Großteil der Insel gehört heute dem Energiekonzern EDF der hier seit dem Ende des Zweiten Weltkrieges
mehrere Forschungseinrichtungen unterhält. Für Besucher wurde der Park der Impressionisten angelegt und das 1906 geschlossene, bei den Malern des Impressionismus sehr beliebte, Restaurant Maison Fournaise als Museum mit angeschlossener Gastronomie wiedereröffnet.
Über die Insel führen die Eisenbahnlinie RER A und die Route nationale 186.